# Häljesgården
Häljesgården är en bebyggelse nordväst om Sätila i Sätila socken i Marks kommun. Från 2023 avgränsar SCB här en småort. 